# Teruhiko Kobashi
Teruhiko Kobashi (小橋 照彦 Kobashi Teruhiko?,  Hakodate, Hokkaidō, 8 de junio de 1971), también conocido bajo su nombre artístico de Teru (テル?), es un músico y cantante japonés. Es conocido por ser el vocalista de la banda de rock Glay junto a Takuro y Hisashi, donde inicialmente era el baterista.  

## Biografía
En 2006, Teru fue el narrador de la película de animación Highway Jenny. Teru ha participado en varias campañas humanitarias como la White Band y la Red Ribbon. En 2007 y 2008 protagonizó una campaña del Advertising Council Japan para concienciar a la gente de la importancia de hacerse las pruebas del VIH.
Teru también presentó un programa de radio, Teru ME NIGHT Glay, en la cadena de radio Bay FM.

## Vida personal
En 2002, Teru contrajo matrimonio con la también cantante Ami Ōnuki, miembro del dúo musical Puffy AmiYumi. En marzo de 2003, anunció el nacimiento de su primer hijo con Ōnuki, una niña. También tiene dos hijos, un niño y una niña, de un matrimonio anterior. Existen rumores sobre un posible divorcio de la pareja, pero estos nunca fueron confirmados por Teru o Ōnuki.